# ザガワ族
ザガワ族（ザガワぞく、Zaghawa）は、スーダンおよびチャドに住むスーダン人部族。チャドのイドリス・デビ大統領は、ザガワ人である。サハラ諸語（Saharan; ナイル・サハラ語族の項も参照）に分類されるザガワ語を話す。自称はベリ（Beri）であり、ザガワはアラブ系からの他称である。

## 居住地
スーダンのマラ山地北部の乾燥したサバンナとチャドに住んでいる。9世紀末にはこの地域でザガワ王国を建国しており、11世紀頃にはイスラム化した。

## 生活
乳製品を主食としている。ウシ、ヒツジを飼い、ラクダを輸送の手段として、牧草や水を求めて移動生活を送っている。
家畜製品を、近隣の定住民の品物と交換している。
2010年代後半、定住している農耕民との軋轢が高まり、しばしば死者を出す規模の武力衝突を起こすようになっている。2019年8月には、ワダイ州で37人以上が死亡する衝突が発生。デビ大統領は、記者会見の中で「コミュニティー間の紛争が国家的な懸念となっている」と言及している。

## 脚註
1. 1 2  Lewis, M. Paul; Simons, Gary F.; Fennig, Charles D., eds. (2015). Ethnologue: Languages of the World (18th ed.). Dallas, Texas: SIL International.
2. ↑  「チャド盆地の地域史と農牧業」p240-241　石山俊（「朝倉世界地理講座　アフリカⅠ」初版所収）、2007年4月10日　朝倉書店
3. ↑  “チャドで農耕民と牧畜民が衝突、37人死亡 「国家的懸念」と大統領” (2019年8月10日). 2019年8月10日閲覧。